# هارفي سميث
هارفي سميث هو سياسي كندي، ولد في 6 نوفمبر 1936 في فانكوفر في كندا، وتوفي في 12 مارس 2017.